# Magma Records
Magma records foi o primeiro selo de música trance da Itália. Criada por Nicola Mazzanti.